# Villa Eka

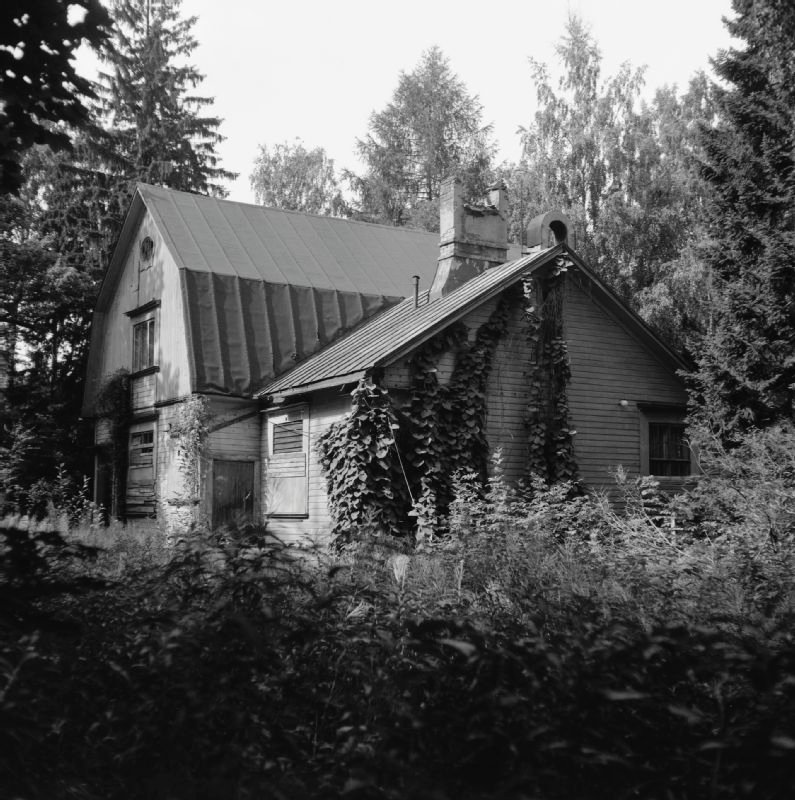
Villa Eka år 1982

Villa Eka är en villa i Kilo i Esbo, Finland som byggdes omkring 1904 för konstnären Albert Edelfelt och hans fru Ellan de la Chapelle. Villa Eka ritades av Eliel Saarinen.

## Historia
Villan fick sitt namn efter en gammal ek som stod på tomten där ett soldattorp från 1700-talet tidigare hade funnits. När Villa Eka stod klar 1904 var den den första villan i området. Familjen Edelfelt hade dock kvar sitt hem på Lotsgatan i Helsingfors och det är osäkert hur mycket tid de tillbringade i Villa Eka. För Ellan de la Chapelle blev dock Villa Eka ett nytt hem som hon trivdes i. Hon beskrev senare villan som att det fanns "något af svenskt 1700-tal i den".
Efter Albert Edelfelts död 1905 flyttade Ellan de la Chapelle formellt till Villa Eka i maj 1906. Hon tillbringade mycket tid där, särskilt efter sonens Erik Edelfelts död 1910, då hon drog sig tillbaka till Villa Eka i sin sorg. Under finska inbördeskriget 1918 vistades hon dock i sin brors stadsvåning i Helsingfors som ansågs säkrare. Några akvareller som troligen föreställer interiörer från Villa Eka finns bevarade, men i övrigt finns lite information om villan. Den representerade dock en kombination av modernt bildad och adlig framtoning som var typisk för makarna Edelfelts hem.
Villa Eka köptes av Magnus Enckell år 1920. Idag ägs Villa Eka av Esbo stad.